# Новохорошевське
Новохороше́вське — село в Україні, у Синельниківському районі Дніпропетровської області. Входить до складу Української селищної громади. Населення становить 340 осіб. Орган місцевого самоврядування — Українська сільська рада.

## Географія
Село Новохорошевське знаходиться на правому березі річки Сухий Бичок, вище за течією на відстані 4 км розташоване село Мар'янка, нижче за течією примикає селище Українське. Річка в цьому місці пересихає, на ній зроблено кілька загат.

## Історія
За даними 1859 року Сокологірка була панським селом, у якому було 7 подвір'їв й 56 мешканців.
12 червня 2020 року, відповідно до розпорядження Кабінету Міністрів України № 709-р від «Про визначення адміністративних центрів та затвердження територій територіальних громад Дніпропетровської області», увійшло до складу Української селищної громади.
19 липня 2020 року, в результаті адміністративно-територіальної реформи та ліквідації  Петропавлівського району, село увійшло до складу новоутвореного Синельниківського району.